# Marte Vallis
Marte Vallis je údolí či řečiště na povrchu Marsu, které se nachází v oblasti Amazonis. Marte Vallis byl identifikován jako odtokový kanál vyrytý do geologické vrstvy povrchu Marsu. Toto údolí nese první nalezené náznaky chladnoucí lávy na povrchu Marsu.

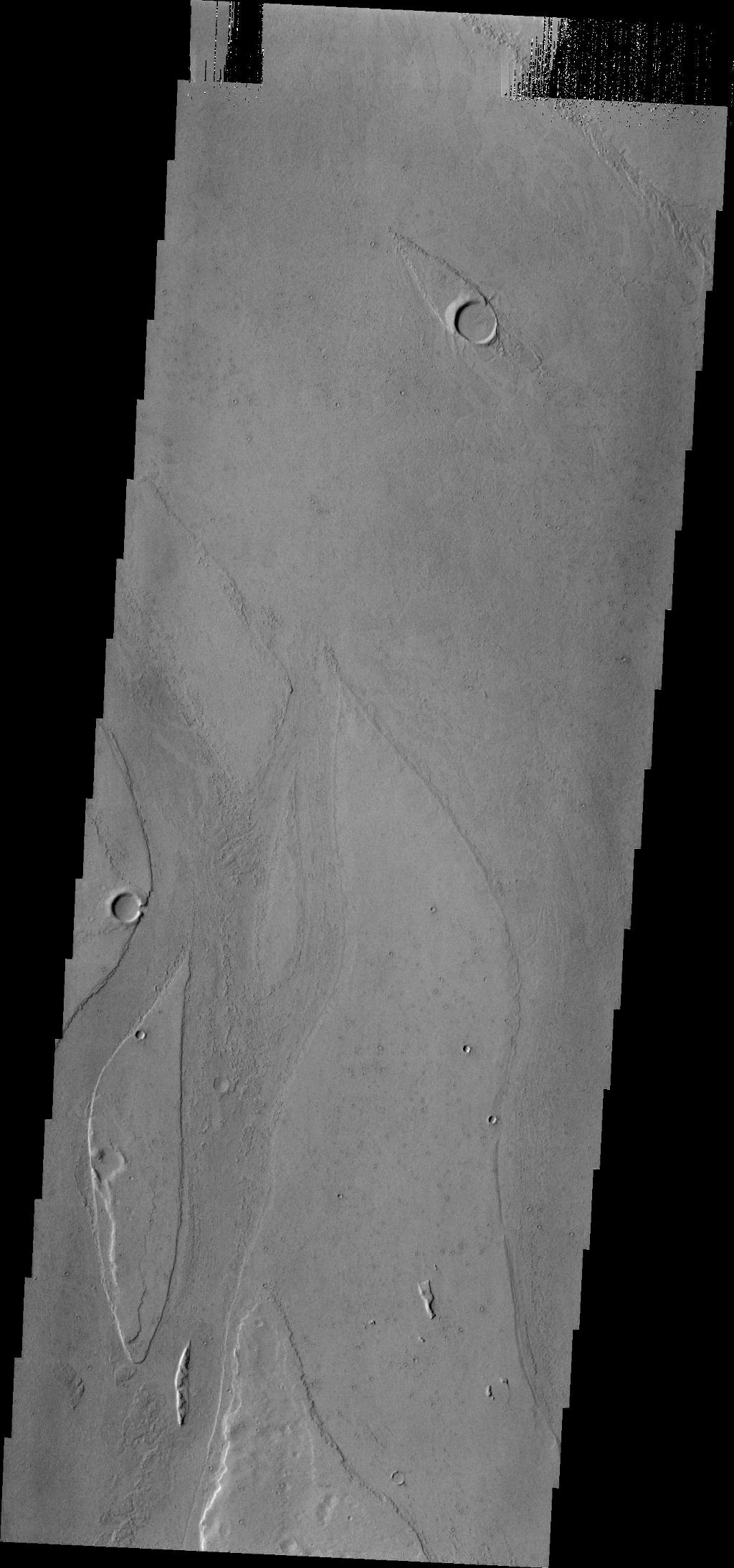
Snímek Marte Vallis v Amazonis Planitia, který je velmi nízky a přímý (NASA, Odyssey).
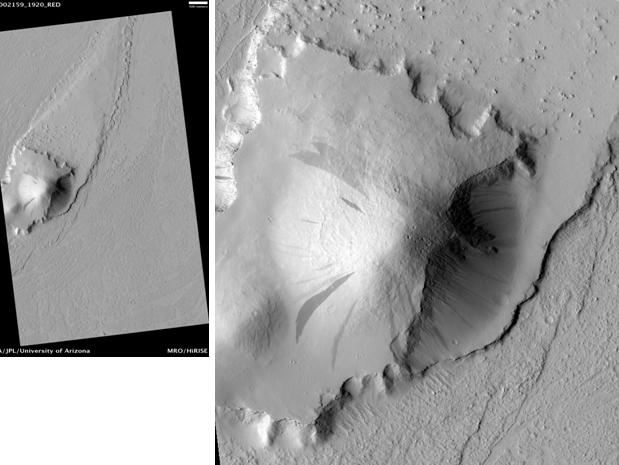
Ostrov obepnutý a formovaný Marte Vallis.
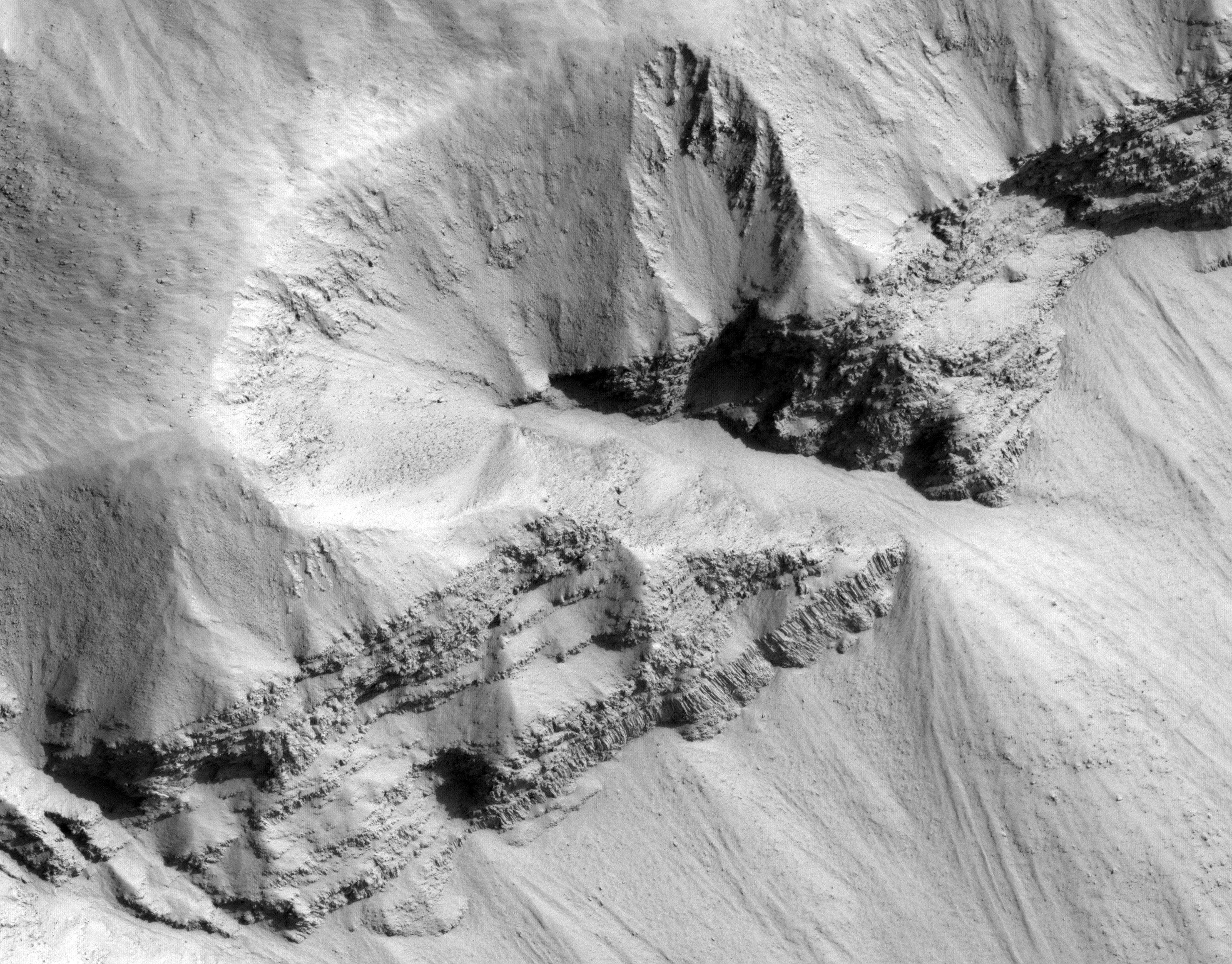
Snímek úseku Marte Vallis pořízený sondou HiRISE.
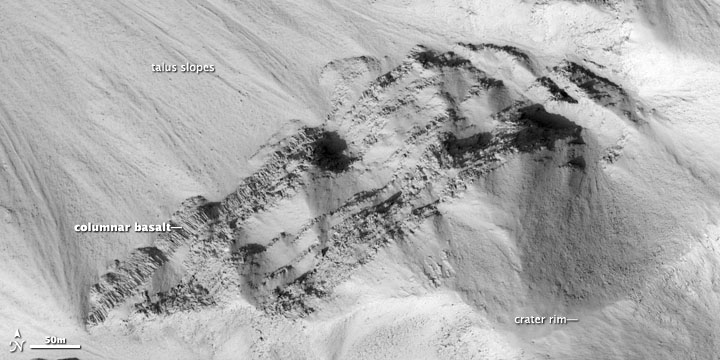
Oblast, kde chladla láva na Marte Vallis.